# Дворана Смедерево
44° 39′ 37.74″ N 20° 55′ 51.62″ E / 44.6604833° С; 20.9310056° И
Дворана Смедерево је вишенаменска спортска дворана у Смедереву, Србија. Користе је КК Смедерево 1953, КМФ Смедерево, ОК Смедерево Царина, РК Смедерево као и други спортски клубови из Смедерева. Дворана се налази у скопу спортског центра Смедерево.
Дворана поседује све могућности за организовање спортова са лоптом (кошарка, одбојка, рукомет, футсал...). У подруму дворане постоји изграђена мала сала за куглање, од 4 до 6 стаза, као и простор за стрељану.

## Историја
Хала се градила пуних дванаест година, а свечано су је отворили јуна 2009. потпредседник Владе Србије Божидар Ђелић и градоначелник Смедерева Предраг Умичевић и названа је дворана Смедерево. Грађена је за потребе Универзијаде 2009, а трошкови изградње су били 6 милиона €, док је изградња већим делом финансирана самодоприносом грађана.
Током Летње универзијаде 2009. дворана је била домаћин неколико одбојкашких утакмица. Дворана је 7. септембра 2011. била домаћин трећег Суперкупа Србије у рукомету, када су се састали шампион Суперлиге Србије Партизан и победник Купа Србије Војводина, Партизан је победио са 25:24 и освојио други трофеј Суперкупа.